# Ludoteca

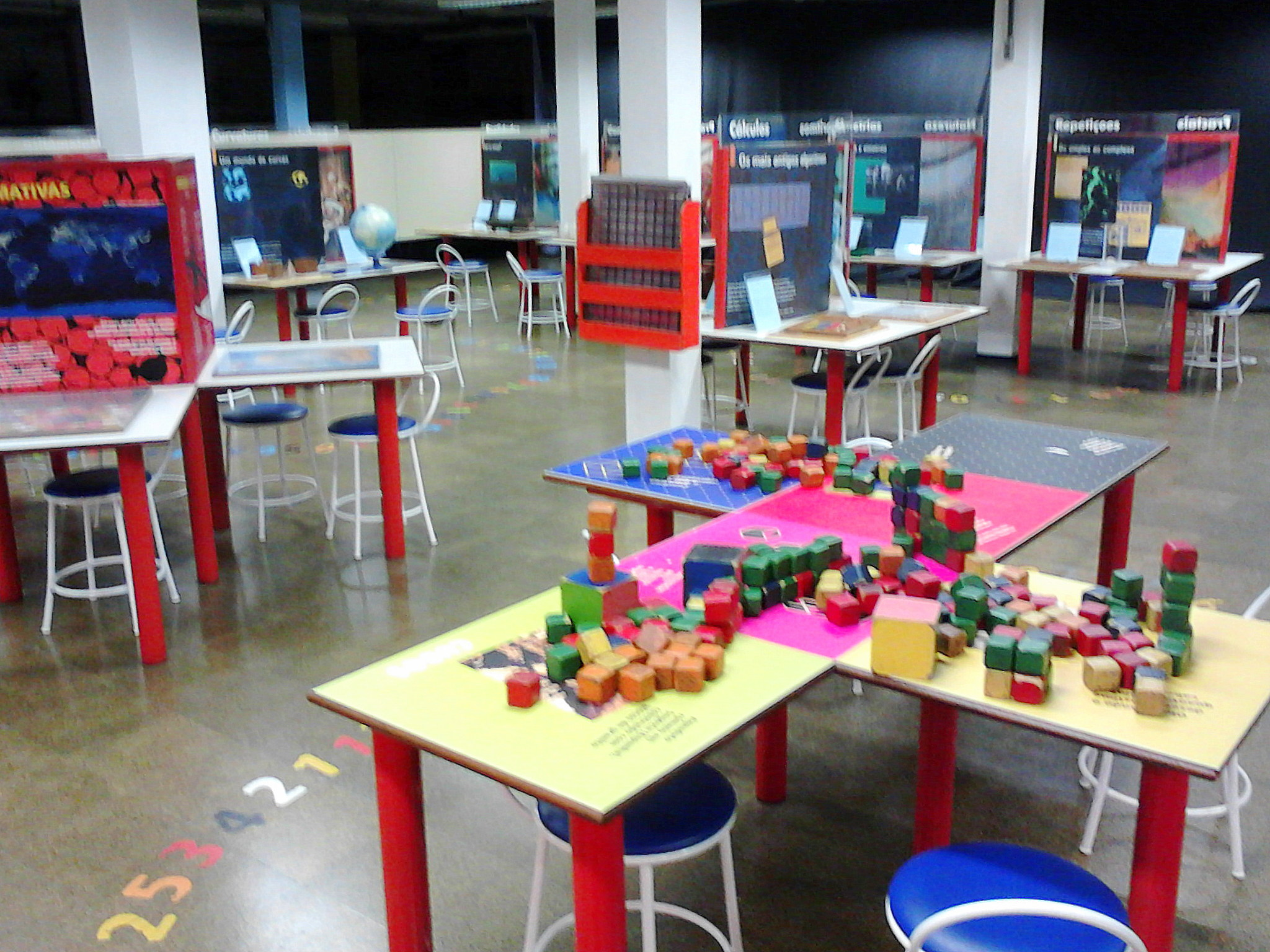
Ludoteca

Una ludoteca (del latín ludus, «juego», «juguete» y de la palabra griega teke «caja», «lugar donde se guarda algo») es un espacio donde se realiza algún tipo de actividad para niños utilizando juegos y juguetes, especialmente en educación infantil, con el fin de estimular el desarrollo físico y mental y la solidaridad con otras personas. Se originaron, como espacio pedagógico específico, a partir de la década de 1960. Su principal objetivo fue ayudar a las familias con niños con dificultades; más tarde se ampliaron sus objetivos ofreciendo diversos servicios.
Las primeras ludotecas fueron la Toy Loan en EE.UU. fundada en 1934 y Lekotek en Suecia en 1963. A partir de los años sesenta, la UNESCO fundó varias ludotecas en cárceles, escuelas y centros comunitarios, y en los países de Latinoamérica.

## Ciclos
Una ludoteca se puede dividir en varios ciclos, según las edades de los participantes, teniendo cada ciclo unas características determinadas que se enuncian a continuación:

### De 3 a 6 años

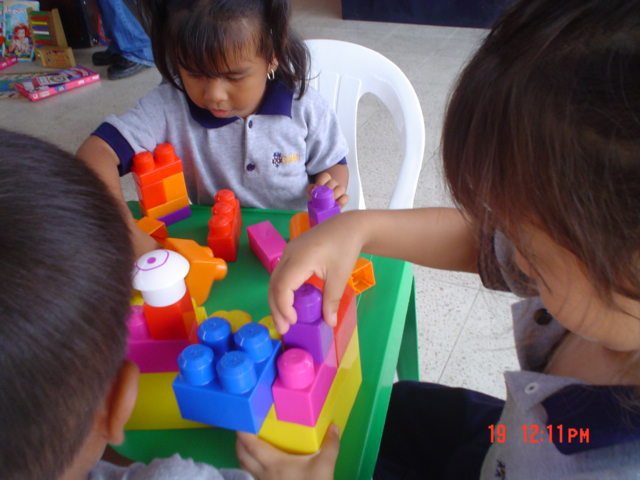
Niños pequeños en una ludoteca de Ecuador

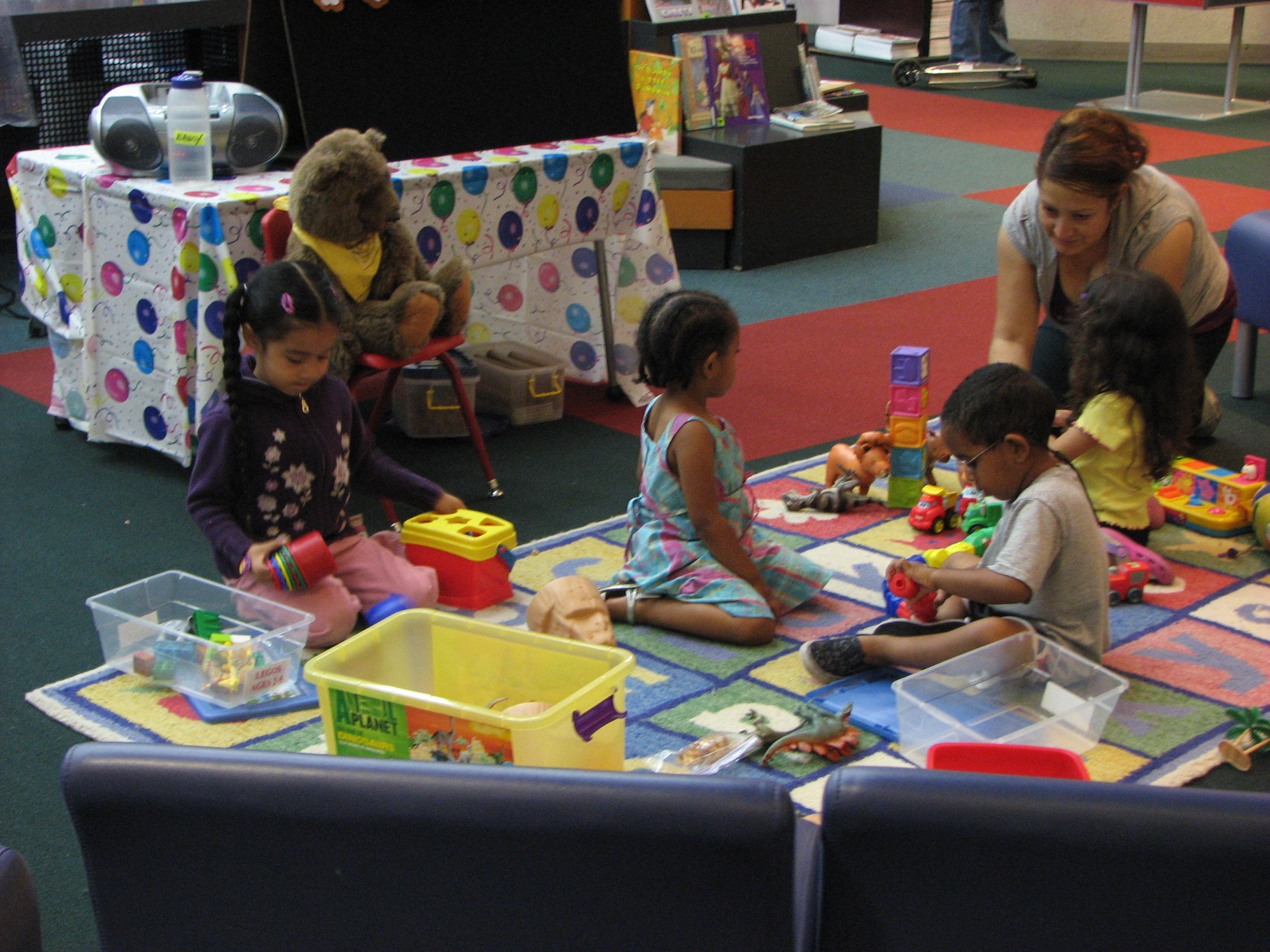
Ludoteca en la biblioteca de San José

- Son capaces de realizar actividades físicas completas.
- Escuchar y contar cuentos.
- Su creatividad e imaginación están en pleno desarrollo.
- Sus movimientos son constantes, lo que hace que sean inquietas/os,curiosas/os y llenas/os de energía.
- El teatro de guiñol, la expresión corporal, bailar y hacer todo tipo de ejercicio les entretiene.
- La imaginación y creatividad en actividades manuales son de su agrado y las realizan con entusiasmo.
- Les gusta jugar con cubos, palos, madera, etc., para construir grandes torres y castillos.
- Les agrada que se reconozcan sus esfuerzos y su entusiasmo en las tareas que realiza.
- La imitación de animales y dramatizar hace que su imaginación vuele.
- Les interesa el juego con masa, barro, plastilina, colores, etcétera.

### De 7 a 9 años
- Necesitan constantemente reconocimiento de sus esfuerzos
- El juego colectivo les ayuda a entender las reglas y a respetarlas.
- Leer libros de aventuras, piratas, hadas, etc.
- Les gusta el dibujo con diferentes técnicas (colores, acuarelas, etc.)
- Juegan en grupo, saben compartir y establecen relaciones de compañerismo.
- Se interesan por el mundo que les rodea y exploran e investigan.
- La familia forma parte importante de su vida y su desarrollo.
- Son impacientes, curiosas, explosivos y contradictorias.
- Les gustan los juegos de mesa.
- Les gusta la actuación y las obras de teatro.
- Sus deseos por crecer son enormes (juegan a ser personas adultas).
- Forman grupos del mismo sexo.
- Es importante que tengan libertad de expresión tanto de opiniones como de sus problemas.
- Les entretiene inventar y crear con cualquier material.

y cada una de estas características se deben a la conservación y difusión de este

### De 10 a 12 años
- Empiezan a ser independientes, autónomas/os, responsables.
- Les gusta agradar al núcleo que les rodea.
- Son sensibles y positivos/as.
- Tienen disposición para trabajar pero les gusta la recompensa.
- Les gusta ser activos/as y competir.
- Saben ser analíticos/as y críticos/as.
- Les agrada participar en juegos planeados, grupales y de mesa.
- Las excursiones y las colecciones son de su agrado.
- Saben tomar decisiones y expresar sus ideas.
- Les gusta armar rompecabezas y álbumes.
- Se interesan por los animales y la naturaleza.
- La investigación les entusiasma.
- Les gusta tocar instrumentos.
- Componen canciones y hacen poemas.

### De 13 a 15 años
- Son importantes amigos y amigas en esta edad.
- Amplían las relaciones interpersonales
- Son entusiastas y muy responsables.
- Les gusta dibujar, pintar, el grafiti.
- Son extrovertidas/os y persistentes.
- Realizan torneos y concursos.
- Reafirman su personalidad.
- Son reflexivos/as y les gusta analizar problemáticas.
- Les gusta ser populares en los ambientes en los que se desarrollan.
- Les gusta leer, escuchar música, ir al cine y el teléfono.
- Empiezan a enamorarse, a vestirse de forma diferente a estar más tiempo en la computadora

## Elección del material lúdico
Para llevar a cabo el trabajo en una ludoteca, es fundamental que los materiales elegidos para cada ciclo: 
- Animen la imaginación y permita desarrollar la concentración.
- No tengan sustancias tóxicas.
- No posean propaganda de origen ideológico político.
- Sirvan para la toma de decisiones.

## Funciones
En una ludoteca hay que realizar unas funciones por parte de los educadores:
- Ofrecer a las niños el material lúdico según sus gustos, habilidades y posibilidades.
- Promover el juego en grupo según la edad para estimular la cooperación solidaria y de participación.
- Favorecer la adquisición de pertenencia por medio del conocimiento de la historia y las tradiciones, definiendo su identidad nacional.
- La ocupación del tiempo libre para que sea productiva.
- Comunicación familiar en la estimulación de los procesos afectivos y de relación con la familia.
- Orientar a los padres en la adquisición de material lúdico.
- Proveer material lúdico para niños con discapacidad , enfermedad, problemas físico o psíquico.
- La relación niño – juguete, la relación niño – ludotecario – juguete.
- El desarrollo de sentimientos de amistad.
- El desarrollo de la comunicación.
- El placer de jugar, la transmisión de experiencias; que los padres aprendan qué juguete proporcionar a sus hijos, la inserción en la sociedad.
- El desarrollo de habilidades para reparar y construir juguetes.
- La realización de fiestas, concursos, encuentros familiares, entre otros.

## Tipos
Existen varios tipos de ludotecas, como son:
- Ludotecas circulantes o móviles: Utilizan ludobuses permite llevar a diversos lugares alejados o carentes de espacios recreativos el préstamo de materiales lúdicos.
- Ludotecas públicas: Están ubicadas en instituciones como casas de cultura, museos, bibliotecas, centro recreativos o círculos sociales. Brindan un servicio que abarca a toda la comunidad y de amplio horario.
- Ludotecas escolares: Se encuentran dentro de instituciones de enseñanza primaria y secundaria y poseen materiales lúdicos según el tipo de usuario y los objetivos que se persiguen.
- Ludotecas hospitalarias: Consisten en poner espacios habilitados para el juego a disposición de pacientes infanto-adolescentes.
- Ludotecas laboratorios: Son anexos de otras instituciones relacionadas con la actividad docente o lúdica para la experimentación o formación de especialistas. Son institutos pedagógicos, empresas productoras de juguetes, entidades de investigación psicológica o sociológica , etc. Son de carácter investigativo.
- Ludotecas itinerantes: Son las creadas por instituciones provinciales para acercar materiales lúdicos a núcleos rurales, comúnmente se realizan en escuelas.
- Ludotecas especializadas: Para realizar trabajo con personas con discapacidad, exclusivamente para uso infantil. Estas ludotecas cuentan con material seleccionado dentro del establecimiento educativo.
- Ludotecas judiciales: son de tipo especializadas, situadas en instituciones relacionadas con el derecho, para el abordaje de niños, niñas y adolescentes que enfrentes situaciones de violencia, maltrato y abuso sexual, entre otros.